# Germana Schwaiger
Germana Schwaiger (ur. w 1911 w Treviso, zm. w 1997 w Montevideo) – włoska florecistka, dwukrotna medalistka mistrzostw świata.
Podczas mistrzostw świata w Liège w 1930 roku (oficjalnie zawody tego cyklu rozgrywane są pod tą nazwą dopiero od 1937) wywalczyła srebrny medal we florecie indywidualnym. Na podium rozdzieliła Belgijkę Jenny Addams i Brytyjkę Mary Ann Venables. Zdobyła również brązowy medal w turnieju drużynowym na mistrzostwach świata w Warszawie w 1934 roku.
Nigdy nie wzięła udziału w igrzyskach olimpijskich.
W latach 1929, 1930, 1931, 1932 i 1934 zdobywała mistrzostwo Włoch. Po zakończeniu kariery została trenerką.
Jej mężem był Giorgio Pessina.